# Акупресура
Акупресура (лат. acus — голка + лат. pressura — тиск) — точковий масаж, один із численних методів рефлексотерапії, в основі якого лежить механізм подразнення шкіри та зон біологічно активних (акупунктурних) точок шляхом натискання (пресації).

## Механізм дії
Механізм дії та ефективність акупресури (точкового масажу) в наукових джерелах дискутується.
Основна теорія дії акупресури базується на рефлекторній взаємодії таких точок з різними органами і системами організму, має свої різновиди, які відрізняються за механізмами впливу і застосуванням різноманітних засобів, але місцем впливу практично завжди є точки акупунктури.

## Методики виконання
При проведенні процедур точкового масажу використовують прийоми класичного масажу: прогладжування, розтирання, розминання та вібрацію. Акупресура виконується кінчиками одного, двох або трьох пальців, а також основою або боковою поверхнею кисті.
За характером подразнювального впливу відрізняють дві основні стимуляції — слабку та сильну. При слабкій стимуляції передбачається короткий вплив (частота натискань — 3–4 за 1 с, загальна тривалість впливу на кожну точку акупунктури ~30 с), при цьому зазвичай використовується більше 6–8 стимулювальних точок. При сильній стимуляції вплив триваліший, його інтенсивність поступово підвищується до отримання передбачених відчуттів, при цьому використовують <6–8 точок за процедуру, частота рухів — 1–2 за 1 с, а загальна тривалість впливу на кожну точку досягає 2 хв. Інколи для точкового масажу використовують спеціальний інструмент — голку (паличку) з наконечником у вигляді кульки. Це дозволяє виконувати акупресуру в тих місцях, де масаж пальцями виконати важко. А. застосовується як для загального оздоровлення, так і для лікування великої кількості захворювань.